# Józef Rysula
Józef Rysula (* 13. März 1939 in Kościelisko; † 23. November 2020 in Zakopane) war ein polnischer Skilangläufer.

## Werdegang
Rysula, der für den SN PTT Zakopane startete, gewann im Jahr 1959 den 10-km-Lauf der Junioren am Holmenkollen und kam bei den Olympischen Winterspielen im folgenden Jahr in Squaw Valley auf den 18. Platz über 15 km sowie auf den sechsten Rang zusammen mit Andrzej Mateja, Józef Gut-Misiaga und Kazimierz Zelek in der Staffel. Bei den Nordischen Skiweltmeisterschaften 1962 in Zakopane lief er jeweils auf den 24. Platz über 15 km und 30 km sowie auf den siebten Platz mit der Staffel, bei den Olympischen Winterspielen 1964 in Innsbruck auf den 24. Platz über 30 km, auf den 21. Rang über 15 km sowie auf den achten Platz zusammen mit Józef Gut-Misiaga, Tadeusz Jankowski und Edward Budny in der Staffel und bei den Nordischen Skiweltmeisterschaften 1966 in Oslo jeweils auf den 23. Platz über 15 km und 30 km sowie erneut auf den siebten Rang mit der Staffel. Bei seiner letzten Teilnahme an Olympischen Winterspielen im Februar 1968 in Grenoble errang er jeweils den 21. Platz über 15 km und 50 km. Bei den Nordischen Skiweltmeisterschaften 1970 in Štrbské Pleso belegte er den 35. Platz über 15 km und den 11. Rang mit der Staffel. Nach einer Hüftverletzung im Jahr 1973 startete er international letztmals bei den Nordischen Skiweltmeisterschaften 1974 in Falun, wobei er den 47. Platz über 15 km und den siebten Platz mit der Staffel errang. Bei polnischen Meisterschaften siegte er zehnmal über 15 km (1959–1961, 1964, 1966–1969, 1971, 1973), siebenmal mit der Staffel (1960, 1961, 1963–1966, 1968) und dreimal über 30 km (1965, 1968, 1974). Zudem gewann er beim Czech-Marusarzówna-Memorial fünfmal über 15 km (1959, 1960, 1962, 1964, 1966) und einmal über 30 km (1962).

## Teilnahmen an Weltmeisterschaften und Olympischen Winterspielen

### Olympische Spiele
- 1960 Squaw Valley: 6. Platz Staffel, 18. Platz 15 km
- 1964 Innsbruck: 8. Platz Staffel, 21. Platz 15 km, 24. Platz 30 km
- 1968 Grenoble: 21. Platz 15 km, 21. Platz 50 km

### Nordische Skiweltmeisterschaften
- 1962 Zakopane: 7. Platz Staffel, 24. Platz 15 km, 24. Platz 30 km
- 1966 Oslo: 7. Platz Staffel, 23. Platz 15 km, 23. Platz 30 km
- 1970 Štrbské Pleso: 11. Platz Staffel, 35. Platz 15 km
- 1974 Falun: 7. Platz Staffel, 47. Platz 15 km